# Bistum Malakka
Das 1558 errichtete römisch-katholische Bistum Malakka (lat. Dioecesis Malacensis) war die erste Diözese in Südostasien und während der portugiesischen Kolonialzeit Zentrum des Christentums in Hinterindien und dem Ostindischen Archipel. Bischofssitz war die gleichnamige Stadt Malakka auf der Malaiischen Halbinsel. Nach der Eroberung der Stadt durch die Niederländer im Jahr 1641 residierten die Bischöfe im Exil. Während der britischen Herrschaft in Malaya wurde das Bistum zum Apostolischen Vikariat herabgestuft, unter Leitung der Pariser Mission gestellt und nach Singapur verlegt. Mit dem Ende der Kolonialzeit entstand daraus das Erzbistum Malakka-Singapur, das im Jahr 1972 in die Diözesen Singapur und Melaka-Johor aufgespalten wurde.

## Geschichte

### Entstehung und Blütezeit

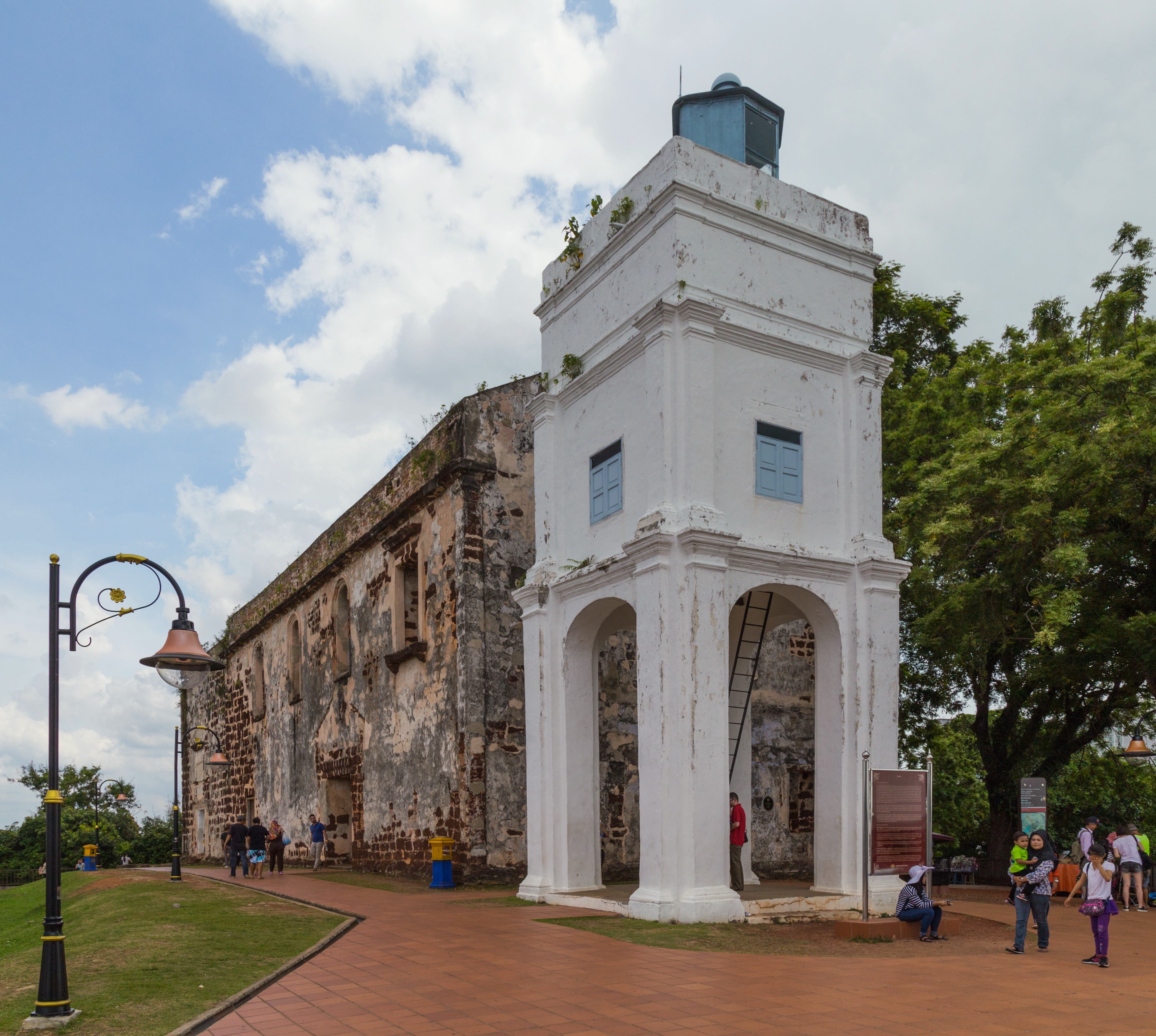
Die ehemalige Kathedrale von Malakka Nossa Senhora da Anunciada, später St. Paul.

Die Entstehung des Bistums ist eng mit der portugiesischen Expansion verknüpft: Seit Anfang des 16. Jahrhunderts begannen die Portugiesen Stützpunkte in Süd- und Südostasien zu errichten. 1510 eroberte Afonso de Albuquerque das indische Goa, bereits im Jahr darauf das Sultanat von Malakka. Die religiösen Angelegenheiten in den portugiesischen Überseebesitzungen standen zu dieser Zeit noch unter der geistlichen Jurisdiktion des Christusordens. Da dessen althergebrachte „Kreuzfahrermentalität“ aber weder für die Verwaltung von Handelszentren noch für die Mission hilfreich war, bemühte sich die portugiesische Krone beim Papst darum, die Überseegebiete durch Bischöfe verwalten zu lassen. Das Resultat war das 1514 vom Papst verkündete Portugiesische Patronat (Padroado), das den König von Portugal mit weitreichenden kirchlichen Rechten ausstattete, insbesondere durfte er fortan selbst Bischöfe in Übersee nominieren.
Malakka wurde im gleichen Jahr Sitz eines Vikars; der erste Vikar Afonso Martins traf 1515 vor Ort ein. Etwa zur gleichen Zeit wurde mit dem Bau eines Gotteshauses auf dem Stadtberg begonnen; 1521 wurde die Kirche Nossa Senhora da Anunciada (später St. Paul) geweiht. Im Jahr 1532 wurden ein Hospital und eine Laienbruderschaft (Confraria da Misericórdia) gegründet.
1533 wurde im Rahmen des Padroado das Bistum Goa als erste kolonialzeitliche Neugründung in Asien errichtet. Dessen Diözesegebiet reichte zunächst formal von der ostafrikanischen Küste bis ins noch unbekannte ferne Ostasien. Der Vikar in Malakka wurde dem Bischof in Goa unterstellt.
Zwischen 1545 und 1552 besuchte der Jesuit Francisco Xavier auf der Durchreise zu den Molukken und nach Japan und China insgesamt fünf Mal Malakka. Er blieb jeweils einige Wochen vor Ort und errichtete unter anderem die erste Schule. Malakka entwickelte sich in den folgenden Jahren zu einem wichtigen Zentrum des Jesuitenordens. Auch die Dominikaner gründeten 1554 ein Konvent.
Da der Vikar in Malakka nahezu dauerhaft mit dem weltlich-militärischen Befehlshaber der Stadt in Konflikt lag, wurde seitens des Klerus gefordert, Malakka zum Bistum zu erheben, um die Machtbefugnisse der Kirche vor Ort zu erhöhen. Dies geschah dann im Februar 1558, als Goa durch Papst Paul IV. zum Erzbistum erhoben und gleichzeitig zwei neue Diözesen, das Bistum Cochin und das Bistum Malakka, als Suffragane abgespalten wurden (Häufig wird für dieses Ereignis die falsche Jahreszahl 1557 genannt, da die päpstlichen Urkunden zu dieser Zeit im Annuntiationsstil datiert wurden; das heißt der Neujahrstermin war erst der 25. März). Erster Bischof in Malakka wurde der Dominikaner Jorge de Santa Luzia, der aber erst 1561 eintraf, da er zuvor noch die vakante Diözese Goa bis zur Ankunft des ersten Erzbischofs verwalten musste. Die Kirche Nossa Senhora da Annunciada wurde zur Kathedrale.

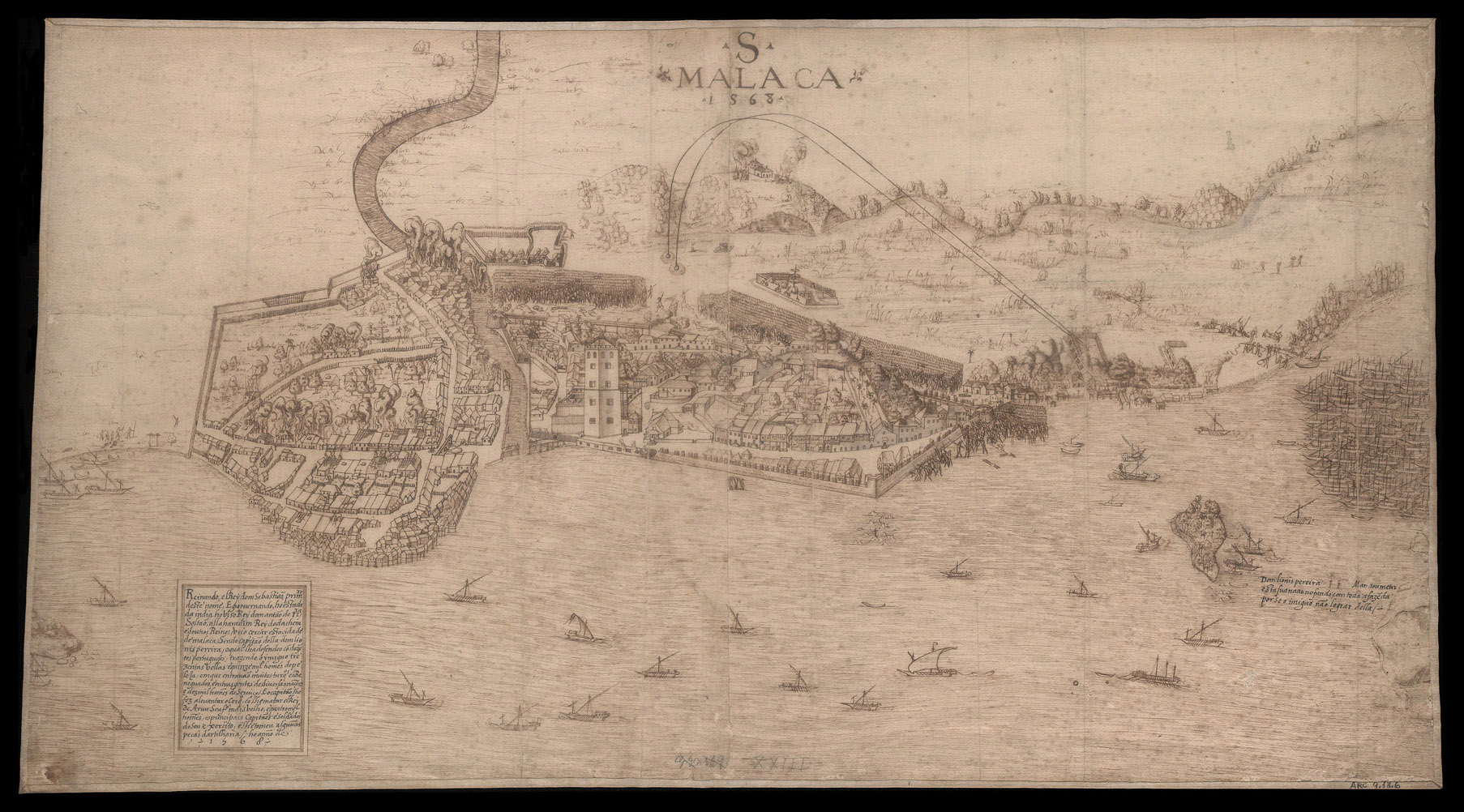
Portugiesische Karte der Stadt Malakka im Jahr 1568. Dargestellt wird ein erfolgloser Angriff des Sultans von Aceh.

Das Bistum Malakka umfasste formal sämtliche Länder und Inseln südlich und östlich des indischen Subkontinents, wobei die Verantwortlichkeit für Ostasien 1576 an das neue Bistum Macau abgetreten wurde. Auf den von den Spaniern 1565 eroberten Philippinen wurde des Weiteren im Jahr 1579 das Bistum Manila geschaffen. Der Verantwortungsbereich der Bischöfe von Malakka umfasste damit die Malaiische Halbinsel, die ostindische Inselwelt (das heutige Indonesien) sowie Siam, Kambodscha und Cochinchina (das südliche Vietnam). Unter bischöflicher Leitung konnte die Missionierung deutlich ausgeweitet werden. Christliche Gemeinden entstanden insbesondere auf den Molukken, Flores, Solor, Timor sowie in Makassar auf Celebes, dessen portugalfreundliche muslimische Herrscher eine Politik der religiösen Toleranz betrieben. Auch in Kambodscha erlangten portugiesische Missionare großen Einfluss. In Malakka wuchs die Bedeutung der Orden. Spanische Franziskaner siedelten sich 1581 in der Stadt an, portugiesische drei Jahre später. Die ersten Augustiner-Eremiten trafen 1587 ein.

### Exil und Niedergang
Bis zum Ende des 16. Jahrhunderts waren die mächtigsten Gegner des portugiesischen Malakkas die Sultanate von Johor und Aceh. Eine deutlich größere Gefahr stellten die protestantischen Niederländer dar, die ab Anfang des 17. Jahrhunderts nach Südostasien vordrangen. Portugal wurde zu dieser Zeit in Personalunion vom spanischen König regiert und dadurch in den Achtzigjährigen Krieg hineingezogen, was zum Ausbruch des Niederländisch-Portugiesischen Kolonialkrieges führte. Im Jahr 1619 wurde von der Niederländischen Ostindien-Kompanie (VOC) auf der Insel Java der Stützpunkt Batavia (Jakarta) gegründet. Anfang 1640 wurde Galle auf Ceylon von den Niederländern erobert. Im August des gleichen Jahres geriet Malakka unter Belagerung, im Januar 1641 mussten die Portugiesen kapitulieren.
Der portugiesische Klerus samt dem Bischof Luís de Melo wurde ausgewiesen und segelte zunächst nach Indien, dann nach Makassar, das als neuer Bischofssitz ausgewählt worden war. In den kommenden Jahren kam es zu einem Exodus der katholischen Bevölkerung Malakkas in das Sultanat Makassar. Die Zahl der Portugiesen in Makassar stieg von etwa 500 auf 3000 an. Der Ort wurde zum katholischen Zentrum Südostasiens und unter dem Beinamen „zweites Malakka“ bekannt.
Der niederländischen Ostindien-Kompagnie war diese Entwicklung offenkundig ein Dorn im Auge, weshalb sie gegen das portugalfreundliche Sultanat militärisch vorging. Nach jahrelangem Krieg musste sich der Sultan von Makassar schließlich 1660 und endgültig 1667 im Vertrag von Bongaja verpflichten, die Portugiesen aus seinem Herrschaftsgebiet auszuweisen.
Der geistliche wie auch weltliche Führer der Portugiesen in der Region war zu dieser Zeit faktisch Paulo da Costa, ehemals Stellvertreter des Bischofs. Nach dessen Tod 1648 war kein Nachfolger ernannt worden, da in Portugal der Restaurationskrieg ausgebrochen war und der Vatikan die neue unabhängige portugiesische Regierung nicht anerkannte. Costa titulierte sich daher eigenmächtig zum
Gouverneur, Generalvikar und Administrator der Diözese Malakka und übernahm die Kontrolle. Er siedelte sich schließlich 1661 mit einigen Getreuen in Kambodscha an. Der Großteil der Portugiesen ging hingegen nach der erzwungenen Ausweisung aus Makassar nach Larantuca auf Flores und ins benachbarte Solor.
Erst 1671, nach Costas Tod, wurde wieder ein Bischof von Malakka ernannt. Dieser scheint aber das Amt nicht angetreten zu haben. Ebenso verhielt es sich mit einer Reihe von Nachfolgern, von denen wenig mehr als der Name bekannt ist und die vermutlich nie nach Südostasien gelangten. 1701 wurde der in Timor wirkende Dominikanermissionar Manuel de Santo António zum neuen Bischof von Malakka berufen. Er und seine Nachfolger António de Castro und Geraldo de São José wählten die Stadt Lifau an der Nordküste Timors als Bischofssitz.
Das Durchsetzungsvermögen des portugiesischen Staates erodierte in den verbliebenen Kolonien in diesen Jahrzehnten zunehmend. Herrscher der Topasse (der Nachkommen von Portugiesen und einheimischen Frauen) errichteten auf Flores und Timor eigene Reiche, die sie faktisch unabhängig von Lissabon und Goa regierten.
Frankreich wurde die neue dominierende katholische Kolonialmacht, was sich auch in der kirchlichen Verwaltung niederschlug: Nachdem 1658 die Pariser Mission (MEP) gegründet worden war, wurde im Jahr darauf der erste Pariser Missionsbischof ins neu gegründete Apostolische Vikariat Cochinchina entsandt. Drei Jahre später, 1662, wurde auch ein Apostolisches Vikariat Siam unter französischer Leitung geschaffen. Im Jahr 1712 wurde die Zuständigkeit über alle Inseln des Indischen Ozeans, die bisher bei Malakka gelegen hatte, an den Apostolischen Präfekten der Inseln im Indischen Ozean (Port Louis, später Saint-Denis) übertragen.

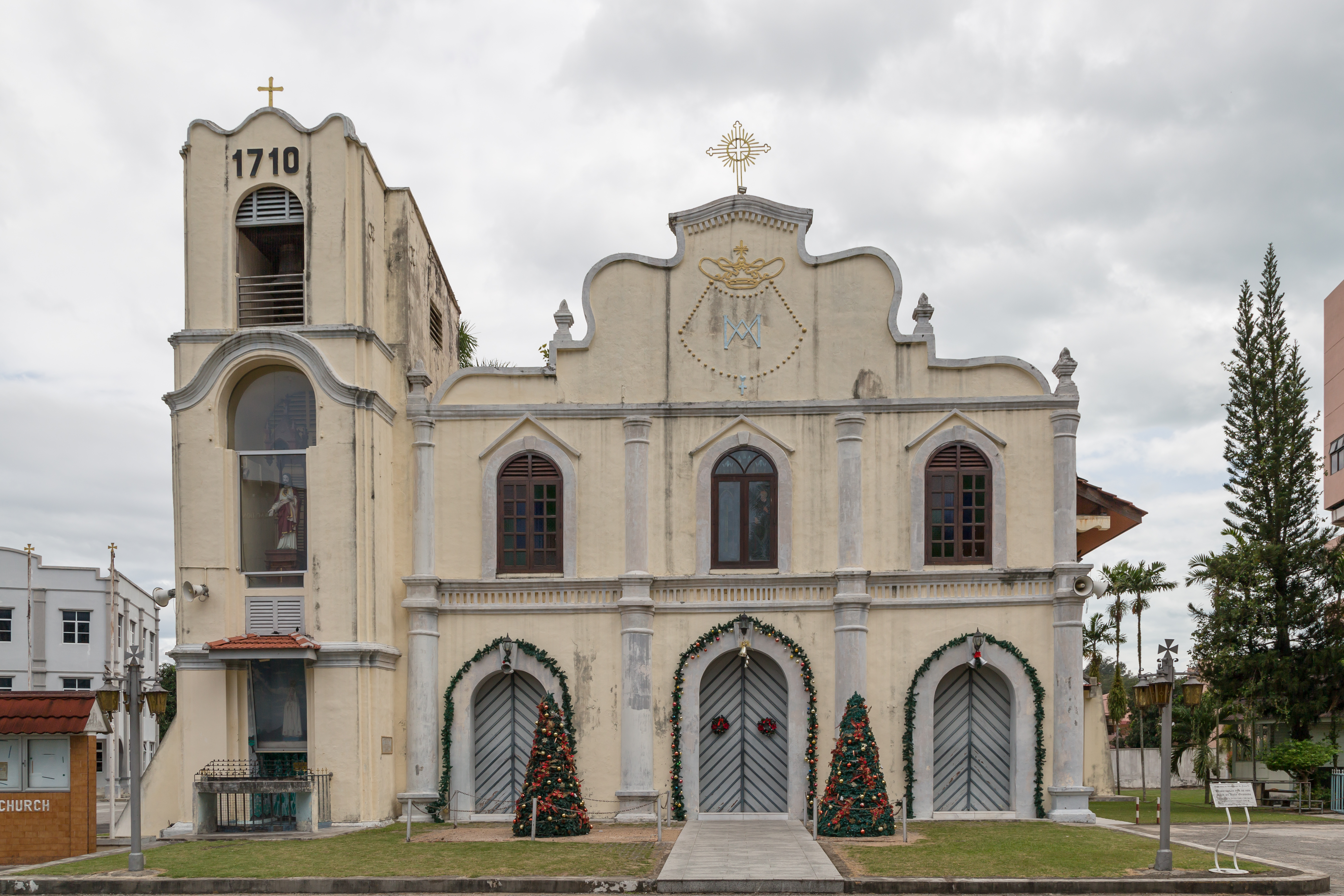
Die St.-Peter-Kirche (São Pedro) in Malakka.

Während des Spanischen Erbfolgekrieges schloss Portugal sich im Jahr 1703 (Methuenvertrag) der antifranzösischen Koalition an, wodurch die Niederländer vom Erzfeind zum Verbündeten wurden. Als Zeichen der Entspannung erlaubten die niederländischen Machthaber in Malakka die Errichtung einer katholischen Kirche, die 1710 als St. Peter (São Pedro) geweiht wurde. Die Epoche der christlichen Glaubenskriege ging somit auch in Asien zu Ende. Trotz aller Repressionen der vergangenen sechs Jahrzehnte stellten die Katholiken weiterhin die größte christliche Gruppe in der Stadt dar. Der Bischofsstuhl in Malakka blieb allerdings nach dem Tod des letzten auf Timor residierenden Bischofs im Jahr 1760 unbesetzt. Zwei Bischöfe wurden zwar noch ernannt, doch beide blieben im Mutterland.

### Neuorganisation durch Pariser Missionare
Während der Napoleonischen Kriege besetzten die Briten 1795 Malakka, gaben es aber 1818 an die Niederlande zurück. Durch Gebietstausch (Britisch-Niederländischer Vertrag von 1824) wurde die Stadt wenig später endgültig britisch. Der Hafen versandete jedoch immer mehr, und Malakka verlor seine Bedeutung als Handelsplatz an die britischen Neugründungen George Town (Penang) und Singapur.
Das portugiesische Kolonialreich bestand zu dieser Zeit in Asien nur noch aus drei nennenswerten Stützpunkten, nämlich Goa, Osttimor und Macau. Dies stand in keinem Verhältnis zur großen Zahl portugiesisch geleiteter Bistümer, die auf das immer noch ausgeübte Patronatsrecht (Padroado) zurückgingen. Nachdem sich im Miguelistenkrieg 1834 die liberale Partei durchgesetzt hatte, wurden die religiösen Orden aus Portugal ausgewiesen. Papst Gregor XVI. nahm dies zum Anlass, um 1838 mit dem Breve Multa praeclare das Padroado abzuschaffen und dessen Kompetenzen der Propaganda Fide zu übertragen. Gleichzeitig löste er vier Diözesen – drei in Indien sowie Malakka – durch formelle Rückübertragung ins Metropolitanbistum Goa auf. Die katholische Kirche Portugals und das Erzbistum Goa weigerten sich dies anzuerkennen, was zum sogenannten Goanesischen Schisma führte.
Das bisher von der Diözese Malakka verwaltete Gebiet wurde zunächst dem italienisch geleiteten Apostolischen Vikariat Birma zugeteilt. Da sich die dortigen Missionare aber mit der Aufgabe überfordert sahen, wurde das Territorium Malakkas 1840 dem französischen Apostolischen Vikariat Siam übertragen. Pariser Missionare waren seit 1786 in Penang und seit 1832 in Singapur tätig. In Penang befand sich auch das Priesterseminar der Pariser Missionsgesellschaft. Im September 1841 wurde das eigenständige Apostolische Vikariat West-Siam gegründet, dessen irreführender Name bald in Malakka-Singapur geändert wurde.

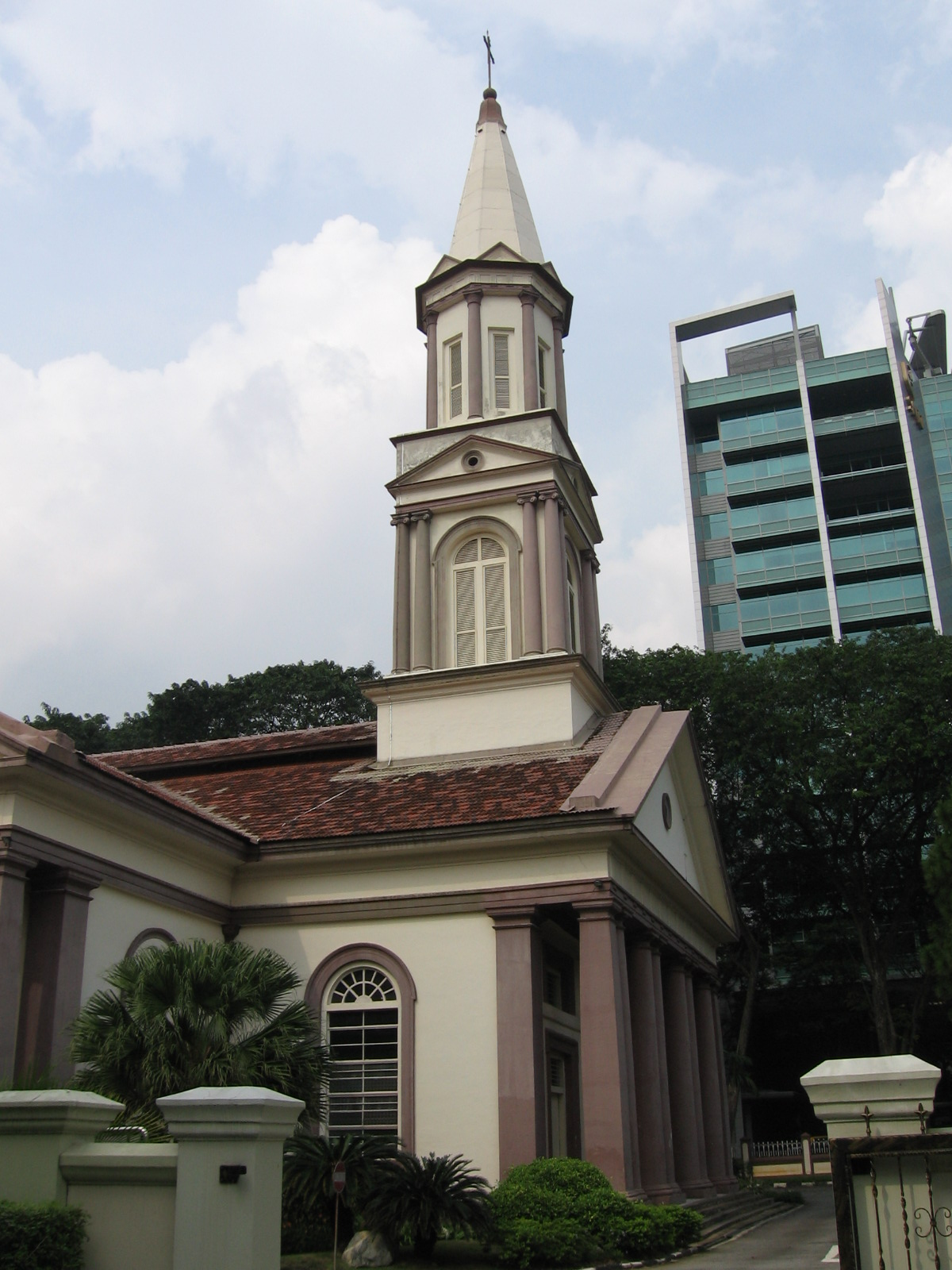
Die Kathedrale zum guten Hirten in Singapur.

In den Jahren des Schismas existierten in Malaya miteinander konkurrierende französische und portugiesische Kirchengemeinden nebeneinander. Die britische Kolonialmacht hielt sich aus diesem innerkatholischen Kompetenzstreit – von dem vor allem die protestantische London Missionary Society profitierte – heraus. Im Jahr 1886 konnte das Schisma schließlich durch Papst Leo XIII. beendet werden. Ein Teil der portugiesisch-indischen Diözesen wurde wiederhergestellt, zusätzlich erhielt der Erzbischof von Goa den Titel eines „Patriarchen von Ostindien“. Das französische Vikariat Malakka-Singapur wurde 1888 zum Bistum Malakka erhoben und dem Erzbistum Pondicherry in Französisch-Indien als Suffragan unterstellt. Die verbliebenen portugiesischen Kirchengemeinden auf der Malaiischen Halbinsel – St. Peter in Malakka und St. Josef in Singapur – wurden der Diözese Macau zugeordnet, ebenso Portugiesisch-Timor. Das nunmehr französische Bistum besaß parallel dazu die Kirche St. Francis Xavier in Malakka und die Kathedrale zum Guten Hirten in Singapur, wo auch der Bischof residierte. Während die Gläubigen der portugiesischen Gemeinden hauptsächlich portugiesisch-indischer und portugiesisch-malaiischer Abstammung waren, so umfassten die deutlich größeren französischen Gemeinden primär ethnische Chinesen.
Die Strukturen der katholischen Kirche auf der Malaiischen Halbinsel änderten sich erst wieder nach dem Zweiten Weltkrieg im Zuge der Dekolonisation: Im September 1953 wurde das Bistum Malakka zum Erzbistum Malakka erhoben. Eineinhalb Jahre später, im Februar 1955, wurde es zum Metropolitan-Erzbistum Malakka-Singapur, da ihm die neugegründeten Bistümer Kuala Lumpur und Penang als Suffragane unterstellt wurden.
1957 wurde die Föderation Malaya unabhängig; 1963 ging daraus Malaysia hervor. Singapur war zunächst ein Teilstaat Malaysias, erklärte aber 1965 seine Unabhängigkeit. Im Dezember 1972 wurde die Diözesegliederung schließlich an die Landesgrenzen angeglichen, indem das Erzbistum Malakka-Singapur von Papst Paul VI. in einen malaysischen Teil (das Bistum Malakka-Johor) und einen singapurischen Teil (das Erzbistum Singapur) aufgeteilt wurde. Der französische Klerus samt Erzbischof Michel Olçomendy blieb in Singapur, weshalb das Erzbistum Singapur als direkter Nachfolger und das Bistum Malakka-Johor als Neugründung aufgefasst werden kann. Die Diözese Malakka-Johor wurde dem neuen Erzbistum Kuala Lumpur unterstellt. Im Jahr 1985 wurde schließlich der Name „Malakka“ in die malaiische Form „Melaka“ geändert.

## Liste der Bischöfe von Malakka
Portugiesische Bischöfe in Malakka:
- Jorge de Santa Luzia OP, 1558–1576
- João Ribeiro Gaio, 1579–1601
- Cristóvão de Sá e Lisboa OSH, 1604–1612
- Gonçalvo da Silva, 1613–1632, dann Bischof von Ceuta
- António do Rosário OP, 1637–1638
- Luís de Melo OSA, 1638–1641, musste Malakka verlassen

Portugiesische Bischöfe im Exil:
- Luís de Melo OSA, 1641–1648 in Makassar
- António da Paz, 1671
- Gregório dos Anjos, 1672
- António de Santa Teresa OFM, 1685
- Bernardino della Chiesa OFM, 1695
- Manuel de Santo António OP, 1701–1733, auf Timor
- António de Castro, 1738–1743, auf Timor
- Miguel de Bulhões e Souza OP, 1746–1747, dann Koadjutor von Belém do Pará
- Geraldo de São José OP, 1748–1760, auf Timor
- Alexandre da Sagrada Familia Ferreira da Silva OFM, 1782–1785, dann Bischof von Angola im Kongo
- Francisco de São Damazo Abreu Vieira OFM, 1804–1815, dann Bischof von São Salvador da Bahia

Apostolische Vikare von Malakka-Singapur:
- Jean-Paul-Hilaire-Michel Courvezy MEP, 1841–1844
- Jean-Baptiste Boucho MEP, 1845–1871
- Michel-Esther Le Turdu MEP, 1871–1877
- Edouard Gasnier MEP, 1878–1888, anschließend Bischof von Malakka

Bischöfe von Malakka mit Sitz in Singapur:
- Edouard Gasnier MEP, 1888–1896
- René-Michel-Marie Fée MEP, 1896–1904
- Marie-Luc-Alphonse-Emile Barillon MEP, 1904–1933
- Adrien Pierre Devals MEP, 1933–1945
- Michel Olçomendy MEP, 1947–1953 Bischof von Malakka, dann 1953–1955 Erzbischof von Malakka, dann 1955–1972 Erzbischof von Malakka-Singapur, dann 1972–1976 Erzbischof von Singapur